# Lemmitynsaari
Lemmitynsaari är en ö i Finland. Den ligger i sjön Maatianjärvi och i kommunen Jyväskylä i den ekonomiska regionen  Jyväskylä ekonomiska region  och landskapet Mellersta Finland, i den södra delen av landet, 210 km norr om huvudstaden Helsingfors. Öns area är 1,2 hektar och dess största längd är 130 meter i öst-västlig riktning.